# 사흐티

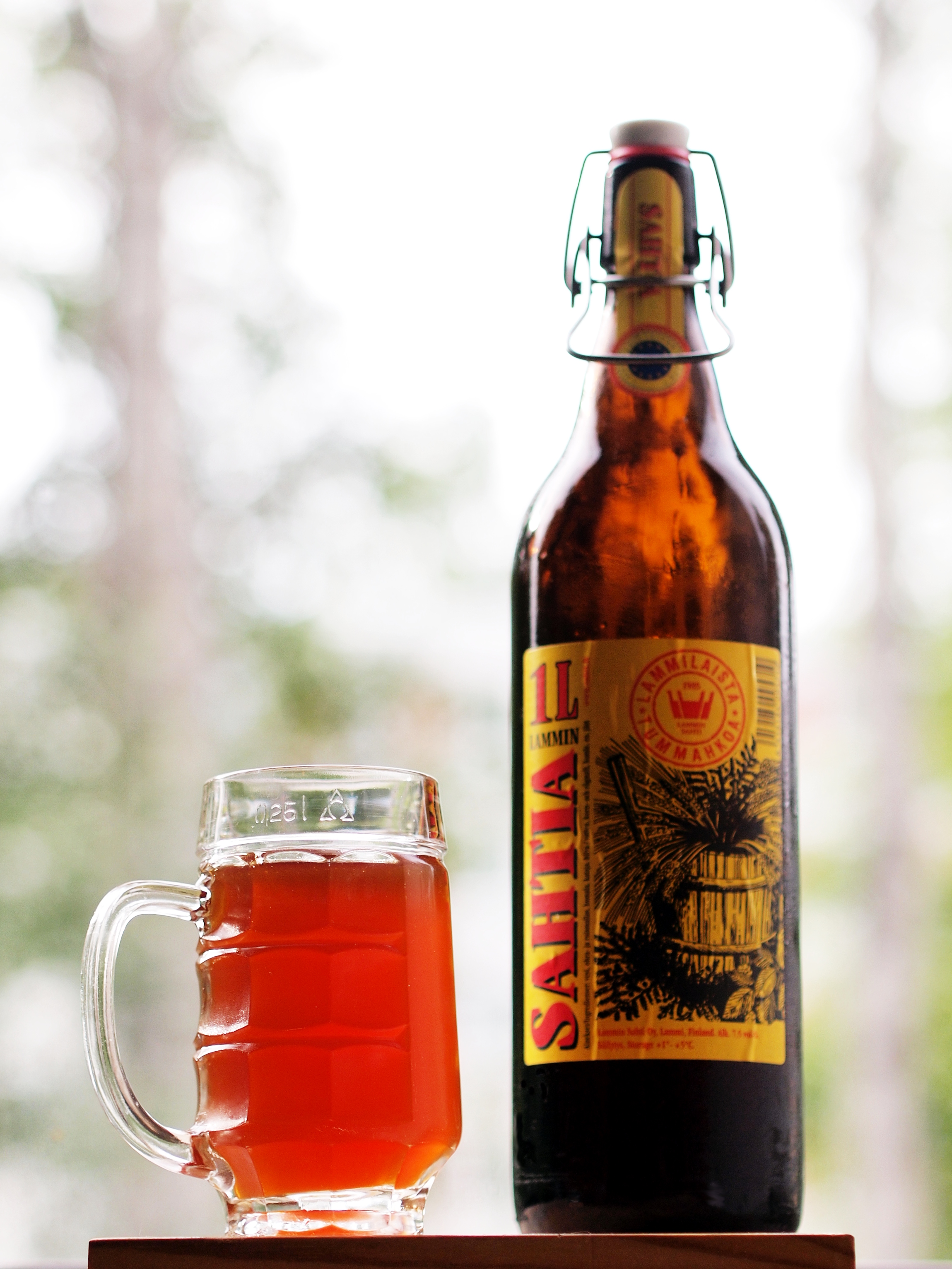
사흐티

사흐티(핀란드어: sahti)는 핀란드의 상면발효맥주다. 보리에 호밀, 밀, 귀리 등 부가물을 섞어서 발효하고 노간주와 홉으로 향을 낸다.
일반적으로 붉은 색깔에 달짝지근하면서도 알코올이 강한 특징을 갖고 있으나, 상세한 성격은 양조업체마다 다양하다. 알코올 도수는 8%이고, 대개 양조한 지 얼마 안 되어 바로 먹는다. 사흐티 양조는 주로 칸타해메, 패이얘트해메, 사타쿤타 북부 지역의 전통이다. 2002년 유럽연합 지리적 표시제에 핀란드 전통 특산물로서 등재되었다.

## 같이 보기
- 핀란드 요리